# Pierre-Louis Malosse
Pour les articles homonymes, voir Malosse.
Pierre-Louis Malosse, né le 21 janvier 1952 à Montpellier et mort le 8 juillet 2013, est un universitaire français, agrégé de grec et professeur de grec ancien à l'université Paul-Valéry de Montpellier.

## Parcours
Pierre-Louis Malosse a commencé sa carrière dans l'enseignement secondaire. En 1999, il est docteur en études grecques de l'université Paul-Valéry Montpellier III, dans laquelle il devient maître de conférences en 2004, avant d'obtenir l'habilitation à diriger des recherches en 2007.
Il a été responsable de la publication des œuvres de Libanios, aux éditions des Belles Lettres. Il fut également membre de l'équipe de recherche C.R.I.S.E.S. de Montpellier, président de l'association scientifique « Textes pour l'Histoire de l'Antiquité Tardive » (THAT) et coordonnateur du Centre Libanios.
On relèvera qu'il fut aussi, selon le mot d'Alain Billault,  un « passionné érudit »  de science-fiction. Il a d'ailleurs publié des nouvelles au début des années 1980 et participé à un ouvrage collectif sur Philip K. Dick.

## Domaines de recherche
Pierre-Louis Malosse a travaillé sur la rhétorique grecque ancienne et ses prolongements jusqu'à nos jours. Il a mené des recherches sur l'histoire et la Littérature grecque de l'Antiquité tardive, et la littérature épistolaire antique. Il a aussi travaillé sur les œuvres de Libanios — auquel il a consacré sa thèse et dont il était l'un des spécialistes — et de l'empereur Julien, ainsi que de divers autres auteurs de l'Antiquité tardive.

## Publications
- Libanios (texte établi et traduit par Pierre-Louis Malosse), Discours. Tome IV : Discours LIX, Paris, Les Belles Lettres, 2003, 392 p. (ISBN 978-2-251-00514-0)
- Pseudo-Libanios, Pseudo-Démétrios de Phalère (texte, traduction et notes par Pierre-Louis Malosse), Lettres pour toutes circonstances. Les traités épistolaires du Pseudo-Libanios et du Pseudo-Démétrios de Phalère, Paris, Les Belles Lettres, 2010, 106 p. (ISBN 978-2-251-33944-3)
- Lettres de Chion d’Héraclée (texte révisé, traduit et commenté par Pierre-Louis Malosse), Salerne, Helios, 2004, xiii, 111 (ISBN 8-888-12307-5, présentation en ligne)
- Lettres de Chion d’Héraclée (texte révisé, traduit et commenté par Pierre-Louis Malosse), Salerne, Helios, 2004, xiii, 111 (ISBN 8-888-12307-5, présentation en ligne)
- Pierre-Louis Malosse, Brigitte Pérez-Jean (Dir.), Achille-Eschyle, mythe ancien et mythe nouveau : Les Sept contre Thèbes et Leucippé et Clitophon, Montpellier, Presses Universitaires de la Méditerranée, coll. « Mondes anciens », 2012, 170 p. (ISBN 978-2-842-69949-9)

### Articles et chapitres d'ouvrages (sélection)
- Pierre-Louis Malosse, « Julien écrit à Julien », L'information littéraire, vol. 56, no 4,‎ 2004 (lire en ligne)
- Pierre-Louis Malosse et Bernard Schouler, « Qu'est-ce que la Troisième Sophistique ? », Lalies. Langue & Littérature, Paris, Éditions Rue d'Ulm - Presses de l'ENS, no 29,‎ 2009

#### Science-fiction
- « Paris », dans Michelle Fitoussi, Claude Petit-Castelli (Dir.), Chroniques fantastiques, Paris, Encre, coll. « L'Atelier du possible », 1980, 228 p. (ISBN 2-86418-087-1), p. 7-14
- « Paris », dans Philippe Curval (Dir.), Superfuturs, Paris, Denoël, coll. « Présence du futur » (no 427), 1986, 318 p. (ISBN 978-2-207-30427-3), p. 27-42
- « La Pythie dans le labyrinthe », dans Hélène Collon (Dir.), Regards sur Philip K. Dick. Le Kalédickoscope, Paris, Les Belles Lettres, 2006 (2e éd. revue et augmentée) (1re éd. 1992), 270 p. (ISBN 978-2-251-74133-8)